# Первое Мая (Московская область)
Пе́рвое Ма́я — деревня в сельском поселении Спутник Можайского района Московской области, в 5 км от Можайска. Деревня расположена на правом берегу реки Москвы. Рядом течёт река Ведомка. Население — 14 чел. (2010). В деревне есть магазин, который работает только летом.
Первое Мая соединено с Можайском асфальтированной дорогой, которая далее идёт через Большое Тёсово (ближайший к Первому Мая населённый пункт), оканчиваясь в Красном Стане. На левом берегу реки, напротив деревни, находится пансионат «Янтарь».

## Население
| 2002 | 2006 | 2010 |
| ---- | ---- | ---- |
| 16   | ↘11  | ↗14  |